# Моли-лягушки
Моли-лягушки (лат. Batrachedridae) — небольшое семейство молевидных бабочек.

## Описание
Бабочки небольшие, тускло-окрашенные, имеют чрезвычайно характерную позу покоя: высоко приподнятый передний конец тела и направленные назад ноги придают им «позу лягушки» (откуда происходит латинское название). Размах крыльев 9—20 мм. Губные щупики довольно длинные, загнуты вверх. Усики нитевидные, почти достигают вершины переднего крыла.
Передние крылья очень узкие, линейные. Рисунок обычно ограничивается 2 тёмными точками. Задние крылья очень узкие, линейные, с 5—7 жилками. Длина их бахромы в 8—10 раз превышает ширину крыла.
Гусеницы фитофаги, преимущественно на генеративных частях древесных растений из подклассов Hamamelididae, Dilleniidae и Rosidae, а также Arecidae. Немногие виды связаны с хвойными и травянистыми однодольными подкласса Liliidae. Отдельные виды вторично перешли к хищничеству на кокцидах, либо встречаются как комменсалы в гнездах пауков и муравьев. Преобладают узкие олигофаги. Гусеницы очень подвижны и строят трубчатые шелковинные ходы на поверхности и в полостях пищевого субстрата. У некоторых американских видов могут делать чехлики. В тропиках вредят кокосовой и финиковой пальмам.

## Ареал
Распространение всесветное. В мировой фауне известно 6 родов и около 150 видов, преимущественно из тропических и субтропических областей. В Палеарктике 10 видов.

## Виды
| - Batrachedra acrodeta - Batrachedra agaura - Batrachedra albanica - Batrachedra albicapitella - Batrachedra albistrigella - Batrachedra amydraula - Batrachedra angusta - Batrachedra aphypnota - Batrachedra arenosella - Batrachedra astathma - Batrachedra astricta - Batrachedra atomosella - Batrachedra atriloqua - Batrachedra bedelliella - Batrachedra bermudensis - Batrachedra busiris - Batrachedra calator - Batrachedra capnospila - Batrachedra clemensella - Batrachedra comosae - Batrachedra concitata - Batrachedra concors - Batrachedra conspersa - Batrachedra copia - Batrachedra crypsineura - Batrachedra cuniculata - Batrachedra curvilineella - Batrachedra daduchus - Batrachedra decoctor - Batrachedra diplosema - Batrachedra ditrota - Batrachedra dolichoscia - Batrachedra elucus - Batrachedra enormis - Batrachedra ephelus - Batrachedra epimyxa - Batrachedra epixantha - Batrachedra epombra - Batrachedra eremochtha - Batrachedra eucola - Batrachedra eurema - Batrachedra eustola - Batrachedra filicicola - Batrachedra folia - Batrachedra garritor - Batrachedra granosa | - Batrachedra hageter - Batrachedra halans - Batrachedra helarcha - Batrachedra heliota - Batrachedra holochlora - Batrachedra hologramma - Batrachedra hypachroa - Batrachedra hypoleuca - Batrachedra hypoxutha - Batrachedra illusor - Batrachedra isochtha - Batrachedra kabulella - Batrachedra knabi - Batrachedra leucophyta - Batrachedra libator - Batrachedra linaria - Batrachedra liopsis - Batrachedra litterata - Batrachedra lomentella - Batrachedra lygropis - Batrachedra macroloncha - Batrachedra mathesoni - Batrachedra meator - Batrachedra megalodoxa - Batrachedra metaxias - Batrachedra microbias - Batrachedra microdryas - Batrachedra microstigma - Batrachedra microtoma - Batrachedra mictopsamma - Batrachedra monophthalma - Batrachedra mylephata - Batrachedra myrmecophila - Batrachedra notocapna - Batrachedra nuciferae - Batrachedra ochricomella - Batrachedra oemias - Batrachedra orinarcha - Batrachedra pacabilis - Batrachedra pachybela - Batrachedra paritor - Batrachedra parvulipunctella - Batrachedra pastor - Batrachedra peltias - Batrachedra phaneropa - Batrachedra phorcydia | - Batrachedra phragmitidella - Batrachedra pinicolella - Batrachedra plagiocentra - Batrachedra praeangusta - Batrachedra praeangustella - Batrachedra promylaea - Batrachedra psilopa - Batrachedra psithyra - Batrachedra pulvella - Batrachedra repertor - Batrachedra rhysodes - Batrachedra rixator - Batrachedra ruficiliata - Batrachedra sacrata - Batrachedra salicipomenella - Batrachedra salina - Batrachedra satirica - Batrachedra saurota - Batrachedra scapulata - Batrachedra scitator - Batrachedra siliginea - Batrachedra silvatica - Batrachedra sophroniella - Batrachedra stegodyphobius - Batrachedra stenosema - Batrachedra sterilis - Batrachedra striolata - Batrachedra subglauca - Batrachedra substrata - Batrachedra supercincta - Batrachedra tarsimaculata - Batrachedra testor - Batrachedra theca - Batrachedra trimeris - Batrachedra tristicta - Batrachedra turdipennella - Batrachedra unifasciella - Batrachedra velox - Batrachedra verax - Batrachedra volucris - Batrachedra xanthocrena - Batrachedra zenochroa |